# Bornel
Bornel är en kommun i departementet Oise i regionen Hauts-de-France i norra Frankrike. Kommunen ligger i kantonen Méru som tillhör arrondissementet Beauvais. År 2013 hade Bornel 3 553 invånare.

## Befolkningsutveckling
Antalet invånare i kommunen Bornel
| Referens: INSEE |